# Arctosa maculata
Arctosa maculata är en spindelart som först beskrevs av Carl Wilhelm Hahn 1822.  
Arctosa maculata ingår i släktet Arctosa och familjen vargspindlar. Inga underarter finns listade i Catalogue of Life.

## Bildgalleri

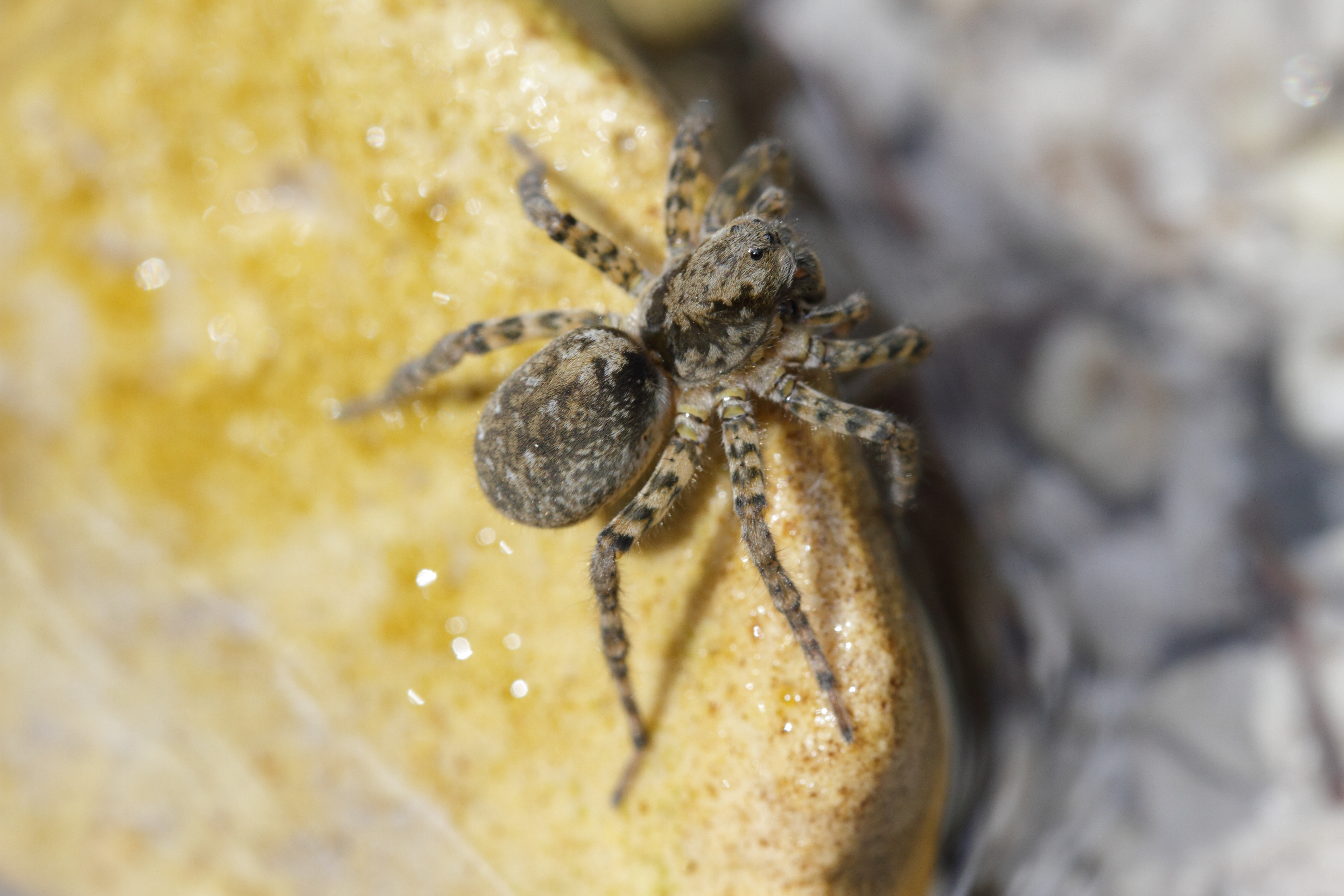